# Jalal Benalla
Pour les articles homonymes, voir Benalla.
 (avril 2022).
Il peut être nécessaire de l'améliorer pour respecter le principe de neutralité de point de vue. 

 (avril 2022).
 (avril 2022).
 (avril 2022).
La mise en forme du texte ne suit pas les recommandations de Wikipédia : il faut le « wikifier ».
Les points d'amélioration suivants sont les cas les plus fréquents :
- Les titres sont pré-formatés par le logiciel. Ils ne sont ni en capitales, ni en gras.
- Le texte ne doit pas être écrit en capitales (les noms de famille non plus), ni en gras, ni en italique, ni en « petit »…
- Le gras n'est utilisé que pour surligner le titre de l'article dans l'introduction, une seule fois.
- L'italique est rarement utilisé : mots en langue étrangère, titres d'œuvres, noms de bateaux, etc.
- Les citations ne sont pas en italique mais en corps de texte normal. Elles sont entourées par des guillemets français : « et ».
- Les listes à puces sont à éviter, des paragraphes rédigés étant largement préférés. Les tableaux sont à réserver à la présentation de données structurées (résultats, etc.).
- Les appels de note de bas de page (petits chiffres en exposant, introduits par l'outil «  Source ») sont à placer entre la fin de phrase et le point final[comme ça].
- Les liens internes (vers d'autres articles de Wikipédia) sont à choisir avec parcimonie. Créez des liens vers des articles approfondissant le sujet. Les termes génériques sans rapport avec le sujet sont à éviter, ainsi que les répétitions de liens vers un même terme.
- Les liens externes sont à placer uniquement dans une section « Liens externes », à la fin de l'article. Ces liens sont à choisir avec parcimonie suivant les règles définies. Si un lien sert de source à l'article, son insertion dans le texte est à faire par les notes de bas de page.
- La présentation des références doit suivre les conventions bibliographiques. Il est recommandé d'utiliser les modèles {{Ouvrage}}, {{Chapitre}}, {{Article}}, {{Lien web}} et/ou {{Bibliographie}}. Le mode d'édition visuel peut mettre en forme automatiquement les références.
- Insérer une infobox (cadre d'informations à droite) n'est pas obligatoire pour parachever la mise en page.

Pour une aide détaillée, merci de consulter Aide:Wikification.
Si vous pensez que ces points ont été résolus, vous pouvez retirer ce bandeau et améliorer la mise en forme d'un autre article.
Jalal Benalla, né le 7 avril 1983 à Sarcelles (Val-d'Oise), est un judoka français, reconverti en agent de joueur de football et fondateur de l'agence JB Sport King.

## Carrière de judoka
Jalal Benalla débute le judo à l’Athletic Club de Bobigny à l’âge de 8 ans. Ses performances athlétiques et physiques lui permettent de rentrer en sport étude au lycée professionnel Auguste Perret de Poitiers.
En 2002, il participe aux championnats de France UNSS de judo en moins de 90 kg, sous la bannière de l’ACB Bobigny, et remporte la médaille d'or. Cette victoire lui permet d'intégrer l'équipe de France et l'INSEP.
La même année, il rejoint l’Athletic Club Boulogne-Billancourt et remporte plusieurs tournois internationaux. Il participe à plusieurs reprises aux championnats du monde et aux championnats d'Europe.
Il remporte également médaillé de bronze au tournoi international de Varsovie en Pologne. Une blessure à la cheville l’empêche de participer aux championnats d’Europe junior et aux championnats du monde junior de judo, où il sera remplaçant, derrière Grégoire Chevreau.
En 2005, il rejoint l’US Créteil, avec Larbi Benboudaoud comme entraîneur de l'équipe de France U23. Il remporte l’Open international de judo de Visé face au vice-champion des Jeux olympiques d'Athènes, Tamerlan Tmenov. Cette victoire lui permet de participer au Grand Slam de Paris.
En 2008, il intègre l’US Montreuil avec laquelle il participe à nouveau au Grand Slam de Paris. La même année, il représente la France, en tant que remplaçant, derrière Frédéric Demontfaucon, aux Jeux olympiques de Pékin.
À partir de 2009, il décide de représenter sportivement le Maroc. En 2010, il entre au Centre national des sports Moulay Rachid à Salé, près de Rabat. Il participe aux championnats du Maroc où il remporte la médaille d'or. Il est deux fois médaillé de bronze aux championnats d'Afrique de 2011 et 2012. En 2012, à la suite d'une blessure, il est remplaçant, derrière El Mehdi Malki aux Jeux olympiques de Londres.
Il met fin à sa carrière sportive en 2012 et se reconvertit en agent sportif.

## Autres carrières
En 2003, Jalal Benalla obtient son BEES (Brevet d’État d’éducateur sportif).
De 2003 à 2007, il donne des cours de judo et devient préparateur physique pour les athlètes de haut niveau dans les clubs de l’ACBB et l’US Créteil.
De 2007 à 2008, il est sparring partner de Teddy Riner jusqu'aux championnats du monde de Rio, où Teddy Riner devient champion du monde pour la première fois.
En 2007, il devient employé de la municipalité de Bobigny en tant qu'éducateur sportif. 
En 2008, il entre au conseil municipal de la ville de Bobigny et y siège jusqu’en 2014.

## Palmarès

### National
2002
 Médaille d’or en - 90 kg au championnat de France UNSS
2003
 Médaille de bronze en - 90 kg au championnat de France junior
2005
 Médaille de bronze en -100 kg au championnat de France Senior
2007
 Médaille de bronze en - 100 kg au championnat de France Senior
2008
 Médaille de bronze en - 100 kg au championnat de France Senior
 Médaille de bronze en - 100 kg au championnat de France de Montbéliard

### International
2002
 Médaille d’or en - 90 kg au tournoi international de Poitiers
2003
 Médaille de bronze en - 90 kg au tournoi de France international de judo à Lyon
 Médaille de bronze en - 90 kg au tournoi international de Varsovie, en Pologne
2005
 Médaille d’or en - 100 kg à l’Open international de Visé, en Belgique
     5ème en - 100 kg au Grand Slam de Paris à Bercy
2007
 Médaille d’or en -100 kg au tournoi international de Birmingham
2010
 Médaille d'or en + 100 kg au championnat du Maroc
 Médaille de bronze en + 100 kg au championnat d'Afrique
2011
 Médaille de bronze en + 100 kg au tournoi Grand prix de Dusseldorf
 Médaille de bronze en + 100 kg au tournoi de Prague